# Tasman Spirit
Pour les articles homonymes, voir Tasman.
Le Tasman Spirit, pétrolier sous pavillon grec, coule le 27 juillet 2003 à 2 km au large de Karachi, au sud du Pakistan.

## Caractéristiques
Le navire contient 67 534 tonnes de pétrole brut dans ses cuves. 20 000 tonnes sont repêchées, le reste s'écoule lentement dans la mer, provoquant une marée noire.
Le 10 août, 13 000 tonnes sont transférées vers un autre pétrolier du même propriétaire. Le transfert doit être interrompu à cause des mauvaises conditions climatiques.
Le 14 août, la nappe de pétrole commence à s'étendre sur 7 à 8 kilomètres.
Le 15 août, 12 000 tonnes s'échappent de la cuve.